# Schenkia exigua
Schenkia exigua là một loài tò vò trong họ Ichneumonidae.